# Omar Hakim
Omar Hakim (* 12. února 1958) je americký bubeník. Narodil se v New Yorku a studoval na New York School of Music and Art. Během své kariéry spolupracoval s mnoha hudebníky různých žánrů, převážně jazzovými a rockovými. Mezi hudebníky, s nimiž nahrával, patří například Mick Jagger, Sting, Bryan Ferry, Herbie Hancock, Stanley Clarke, Wayne Shorter a David Bowie. V letech 1982 až 1986 byl členem skupiny Weather Report. Následně spolupracoval s trumpetistou Milesem Davisem, s nímž nahrál alba Tutu (1986), Music from Siesta (1987) a Amandla (1989). V roce 2015 hrál jako dočasný bubeník ve skupině Journey.